# Schloss-Straßen-Center
Het Schloss-Straßen-Center (afgekort: SSC) is een winkelcentrum in de Berlijnse wijk Friedenau.

## Ligging
Het winkelcentrum ligt in de Berlijnse wijk Friedenau, direct op de grens met de wijk Steglitz op de hoek van de Bundesallee en de Bornstraße aan de Walther-Schreiber-Platz. Het SSC bevindt zich - vanaf het plein gezien - rechts van het Forum Steglitz en heeft een verkoopoppervlakte van 16.200 m² is het kleinste van de vier winkelcentra in de Schloßstrasse . 

## Naamgeving
De naam van het winkelcentrum verwijst naar de locatie van het gebouw bij de ingang van de Schloßstrasse waaraan het zijn naam dankt. Strikt genomen begint de Schloßstrasse eerst aan de andere kant van de Bornstrasse met het Forum Steglitz in de wijk Steglitz. Bovendien werd de straatnaam als eigennaam niet aangepast aan de nieuwe Duitse spelling, zodat er eigenlijk sprake is van twee spellingfouten: Schloßstraße-Center zou correct zijn.

## Geschiedenis
In 1905 werd aan de zuidkant van de toenmalige Kaiserallee (tegenwoordig: Bundesallee) tussen de Lefèvrestrasse en de Bornstrasse een huizenblok met grote, dure appartementen en dokters- en advocatenkantoren gebouwd. Op de begane grond waren veel kleine winkeltjes en het postkantoor Berlin-Friedenau 3 (Bornstraße 1). In 1942 brandde het bouwblok af na een luchtaanval tijdens de Tweede Wereldoorlog.
In 1953 werd op deze locatie het Kaufhaus Held gebouwd naar een ontwerp van de architect Paul Schwebes. Het was een typisch ontwerp voor die tijd en werd tussen 1959 en 1965 verschillende keren uitgebreid. In het midden van het gebouw bevond zich een grote ovale trap die alle verdiepingen met elkaar verbond. Het hoekpand aan de Bundesallee/Lefèvrestraße (Bundesallee 96) kreeg een eenvoudig woongebouw in de bouwstijl van de jaren vijftig met op de begane grond het postkantoor Berlin-Friedenau 3. 
In 1971 werd direct voor het warenhuis het metrostation Walther-Schreiber-Platz in gebruik genomen, dat destijds het eindpunt van metrolijn 9 was. In 1973 werd warenhuis Held verkocht aan Hertie Waren- und Kaufhaus GmbH en werd vanaf dat moment onder de naam Hertie geëxploiteerd. In de jaren negentig werd het postkantoor Berlin 411 gesloten, waarna de ruimten niet meer gebruikt werden. 
Nadat het warenhuisconcern Karstadt in 1994 de Hertie-warenhuizen had overgenomen, bezat het concern nu drie warenhuislocaties in het Steglitzer Schloßstraße-gebied: Karstadt, Wertheim en Hertie. Daarnaast was er nog een Karstadt Sport-vestiging in het winkelcentrum Forum Steglitz. In het Hertie-warenhuis werden het assortiment en het personeel geleidelijk ingekrompen om het winkelend publiek naar de andere twee warenhuizen te leiden. Uiteindelijk werd alleen de verkoopruimte op de begane grond tijdelijk gebruikt voor de verkoop van aktie-artikelen en restvoorraden.
Op 22 februari 2003 werd het oude warenhuis definitief gesloten.
In juni 2005 begon de sloop van het oude warenhuis. Om het bouwoppervlak van het eigenlijke warenhuis uit te breiden, werden het hoekwoongebouw aan de Bundesallee 96 met het voormalige postkantoor en het aangrenzende vier verdiepingen tellende woongebouw aan de Lefèvrestraße 29 uit circa 1905–1910 gesloopt om toegangen tot de parkeergarages te bouwen. 
Onderdeel van het project was een wijziging in de rooilijn van het bouwblok om het vloeroppervlak verder te vergroten. Dit was mogelijk doordat de oude bus- en tramhaltes voor het Forum Steglitz vervielen en de straatbreedte van de Schloßstrasse werd verkleind.
Het bouwproject werd door detailhandelaren en ondernemers aan de Rheinstrasse met zorg bekeken, omdat ze vreesden dat de omzet zou dalen ten gunste van de winkelcentra en warenhuizen. 
Medio juni 2005 werd de eerste steen gelegd voor het nieuwe winkelcentrum. De inhoud van de bouwvergunning werd echter betwist en in augustus 2005 startte een burgerparticipatie met betrekking tot het bestemmingsplan XI-1-1 om de bestemmingen in het betroffen gebied te bepalen. Het nieuwe gebouw werd uiteindelijk in het voorjaar van 2007 voltooid.
Gelijktijdig met de bouw van het nieuwe SSC-gebouw werd in de Bundesallee een busstation met keermogelijkheden voor gelede bussen aangelegd. Daarnaast werd de toegang tot de metro opnieuw ingericht, waardoor het winkelcentrum een directe verbinding kreeg vanaf de ondergrondse verdieping met het metrostation. Aan het winkelcentrum is een parkeergarage met 365 parkeerplaatsen verbonden.
Het nieuwe SSC-gebouw had aanvankelijk een open atrium. De plafonds van de begane grond en de galerijachtige verdiepingen daarboven waren in het midden open en lieten een vrij zicht op de kelder toe. In verband met de komst van Primark werd de bruikbare verkoopoppervlakte van 2011 naar 2012 vergroot door de atriums dicht te maken. 

## Gebruik

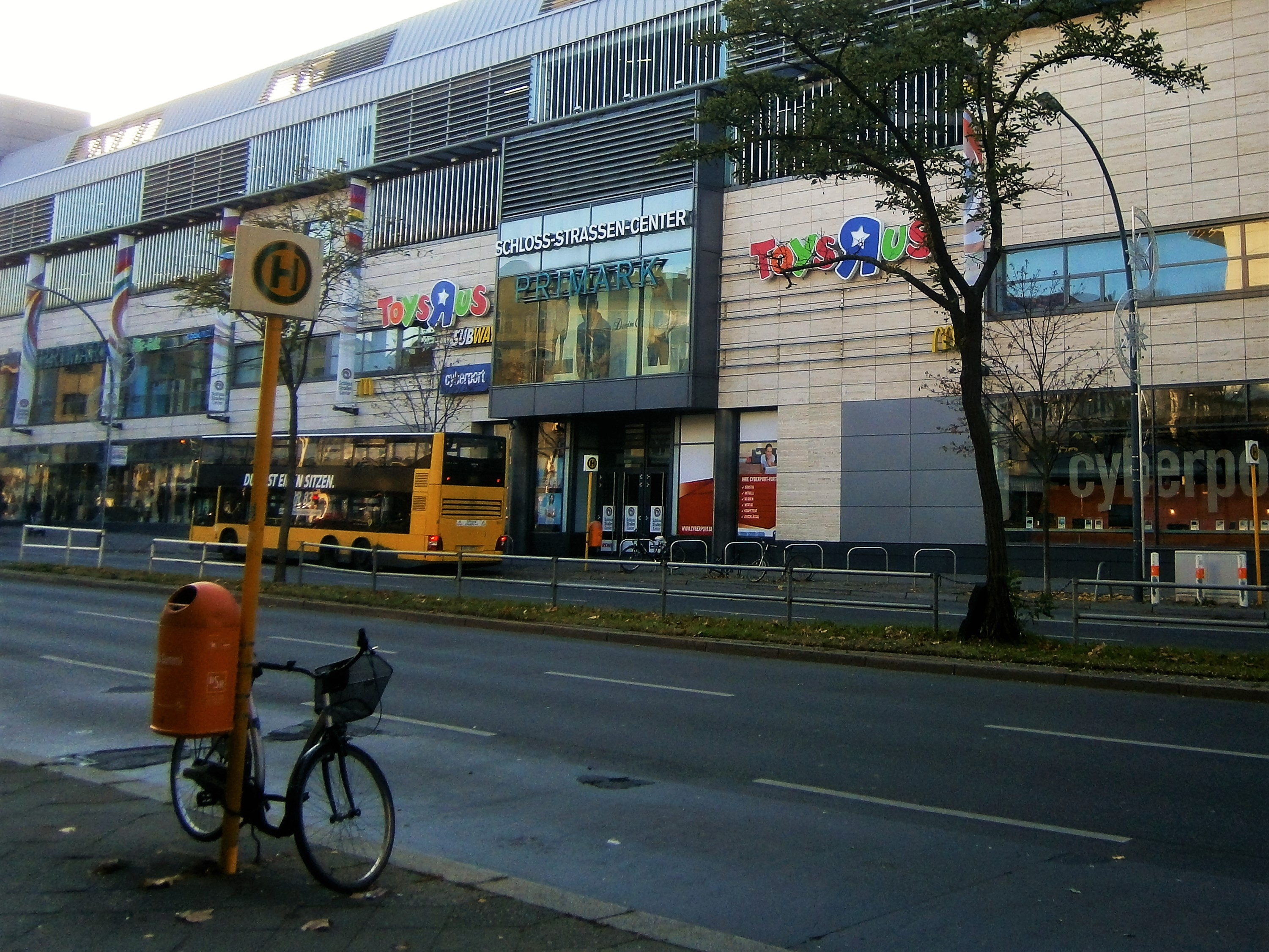
Aanblik aan de oostzijde (2016)

Het winkelcentrum werd op 29 maart 2007 geopend  en was ontworpen als een "shop-in-shop" -systeem en huisvestte tot de zomer van 2011 ongeveer 50 speciaalzaken, servicevoorzieningen en horecagelegenheden op vier niveaus, waaronder ketens als Zara, Cyberport en Toys “R” Us .
De eerste jaren konden niet alle winkelunits verhuurd worden en voldeed het aantal kopers niet aan de verwachtingen, waardoor er veel huurderswisselingen waren. 
In 2011 verlieten veel bedrijven het gebouw om naar het ongeveer 200 meter verder gelegen winkelcentrum Boulevard Berlin te verhuizen, dat op 4 april 2012 werd geopend. Het Schloss-Straßen-Center werd verbouwd. 
In juli 2012 werd de eerste Berlijnse vestiging van de modeketen Primark geopend op 5.400 m².Bij de opening was er een stormloop van ongeveer 1.000 voornamelijk jonge vrouwen, vergezeld van ongeveer 100 journalisten. In de kelder bevinden zich een Rewe-supermarkt en enkele kleinere winkels, waaronder diverse horecagelegenheden. De tweede verdieping bevindt zich op 1.500 m² is een fitnessstudio gevestigd.

## Eigendom en beheer
Het SSC wordt beheerd door CMde Centermanager und Immobilien GmbH & Co. KG. 
In 2013 werd het centrum door Redefine International, een investeerder uit Londen overgenomen. In 2020 werd het centrum voor € 65,5 miljoen overgenomen door Benson Elliot van RDI REIT